# Фернандо Медейрос
Фернандо Медейрос (порт. Fernando Medeiros, нар. 10 лютого 1996, Сан-Вісенте) — бразильський футболіст, півзахисник албанського клубу «Егнатія». Виступав також за низку бразильських і закордонних клубів. Чемпіон Албанії, дворазовий володар Кубка Албанії.

## Ігрова кар'єра
Фернандо Медейрос народився 1996 року в місті Сан-Вісенте, та є вихованець футбольної школи клубу «Сантус». У 2015 році футболіста перевели до основної команди клубу, проте до основного складу він не пробився, і в 2017 році гравця відправили в оренду, спочатку до клубу «Ботафогу Сан-Паулу», а пізніше до клубу «Віла-Нова». Пізніше в цьому ж році Медейрос повернувся до «Сантуса», проте так і не став гравцем основного складу команди, і в 2019 році спочатку перейшов до клубу «Баїя», а пізніше в цьому ж році до португальського клубу"Портімоненсі". У 2021 році португальський клуб віддав бразильця в оренду на батьківщину до клубу «Ітуано».
У 2021 році Фернандо Медейрос став гравцем бразильського клубу «Конф'янса», а пізніше в цьому ж році перйшов до клубу «Аудакс Ріо», в якому грав до 2022 року. У 2022 році півзахисник спочатку грав у бразильському клубі «Бетім», а пізніше в цьому ж році перейшов до албанського клубу «Егнатія». У складі албанської команди бразильський футболіст став Чемпіон Албанії та дворазовий володар Кубка Албанії. У 2024 році Медейрос перейшов до азербайджанського клубу «Сумгаїт», однак на початку 2025 року повернувся до клубу «Егнатія».

## Титули і досягнення
- Переможець Ліги Пауліста (1):

«Сантус»: 2016
- Чемпіон Албанії (2):

«Егнатія»: 2023–2024, 2024–2025
- Володар Кубка Албанії (2):

«Егнатія»: 2022–2023, 2023–2024